# دادو کاوالکانتی
دادو کاوالکانتی (انگلیسی: Dado Cavalcanti؛ زادهٔ ۹ ژوئیهٔ ۱۹۸۱) بازیکن فوتبال اهل برزیل است.
از باشگاه‌هایی که در آن بازی کرده‌است می‌توان به باشگاه فوتبال سانتا کروز و باشگاه فوتبال نائوچیکو اشاره کرد.